# William Charles Salmon

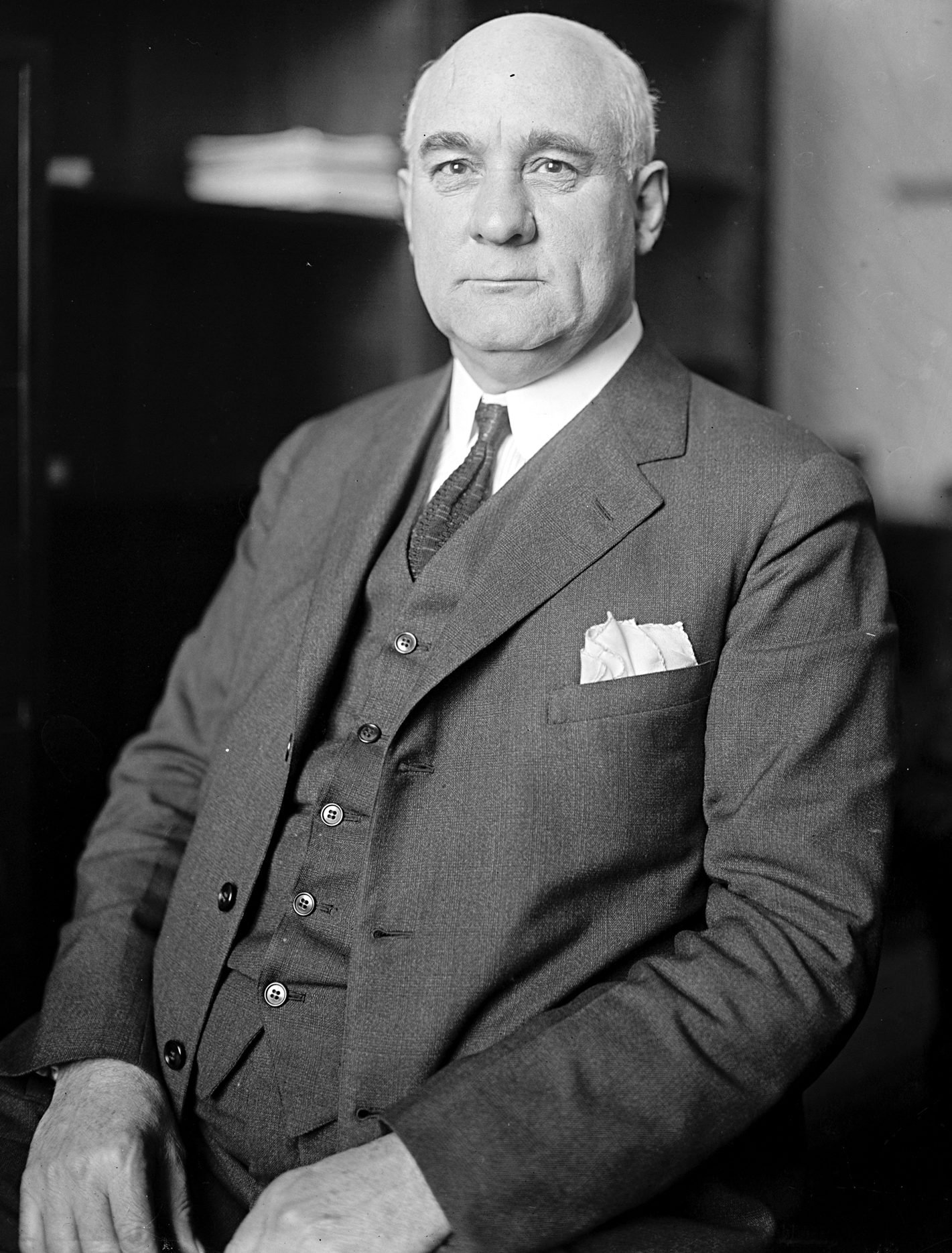
William Charles Salmon

William Charles Salmon (* 3. April 1868 bei Paris, Tennessee; † 13. Mai 1925 in Washington, D.C.) war ein US-amerikanischer Politiker. Zwischen 1923 und 1925 vertrat er den Bundesstaat Tennessee im US-Repräsentantenhaus.

## Werdegang
William Salmon besuchte die öffentlichen Schulen seiner Heimat, die Edgewood Normal School und das Dickinson College. Anschließend studierte er an der Valparaiso University in Indiana. Nach einem Jurastudium an der Cumberland University in Lebanon und seiner im Jahr 1897 erfolgten Zulassung als Rechtsanwalt begann er in Columbia in seinem neuen Beruf zu arbeiten. Sechs Jahre lang unterrichtete er als Lehrer an öffentlichen und privaten Schulen. Außerdem wurde Salmon in der Landwirtschaft tätig. Im Jahr 1908 wurde er zum Sonderrichter im elften Gerichtsbezirk seines Staates ernannt. Zwischen 1912 und 1922 leitete Salmon den Bildungsausschuss der Stadt Columbia. Diese Zeit war allerdings durch seinen Militäreinsatz während des Ersten Weltkrieges unterbrochen. Im Krieg kommandierte er eine Artillerieeinheit.
Politisch war William Salmon Mitglied der Demokratischen Partei. Bei den Kongresswahlen des Jahres 1922 wurde er im siebten Wahlbezirk von Tennessee in das US-Repräsentantenhaus in Washington gewählt, wo er am 4. März 1923 die Nachfolge von Clarence W. Turner antrat. Bis zum 3. März 1925 konnte er eine Legislaturperiode im Kongress absolvieren. Salmon starb nur wenige Wochen nach Ablauf seiner Legislaturperiode am 13. Mai 1925 in der Bundeshauptstadt Washington. Er wurde in Columbia beigesetzt.